# 奧普里舍內
48°3′17″N 26°1′41″E / 48.05472°N 26.02806°E

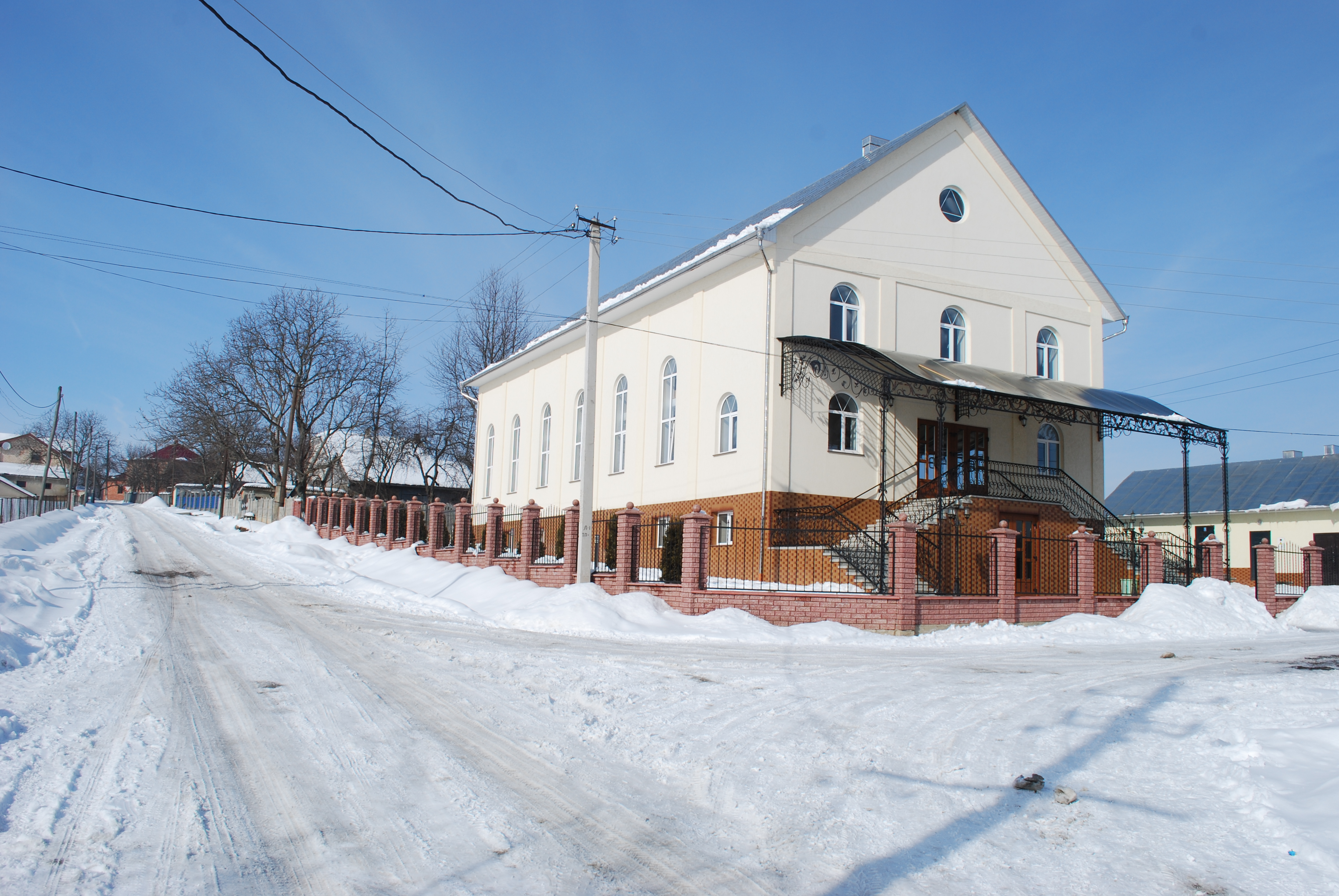
冬景

奧普里舍内（烏克蘭語：Опришени）是位於烏克蘭西南部的村莊，由切爾諾夫策州切爾諾夫策區的赫雷博卡市鎮負責管轄。該村處於科托韋茨河畔，面積4.87平方公里，2001年人口2,408。